# Crédito territorial
El crédito territorial es una modalidad de producto financiero que, en esencia, se caracteriza por la clase de garantía con la que se asegura la devolución del préstamo o crédito al acreedor, que normalmente es una entidad de crédito (banco, caja de ahorros, cooperativa de crédito, o sociedad de crédito hipotecario). Y esa clase de garantía tiene que ser de naturaleza real, una garantía real (normalmente hipoteca), y recaer sobre bienes inmuebles, como fincas rústicas y urbanas, terrenos, viviendas, locales, naves industriales, etc., incluso fincas especiales (como, por ejemplo, el derecho de superficie o el aprovechamiento urbanístico). 
El crédito territorial puede presentarse de forma aislada en el mercado financiero y bancario, o hacerlo dentro de unos perfiles regulatorios entre los cuales se originan sus propios canales de contratación y comercialización y su mercado especial (el llamado mercado hipotecario), que responde a sus propias claves y se mueve dentro de una reglamentación especial, también propia.